# Grevillea asparagoides
Grevillea asparagoides är en tvåhjärtbladig växtart som beskrevs av Meissn.. Grevillea asparagoides ingår i släktet Grevillea och familjen Proteaceae. Inga underarter finns listade i Catalogue of Life.